# Djupmossen
Djupmossen är ett naturreservat i Surahammars kommun i Västmanlands län.
Området är naturskyddat sedan 2004 och är 74 hektar stort. Reservatet ligger söder om byn Djupebo och väster om sjön Djupen. Reservatet består av en större myr och skog i form av grova tallar och olika slags lövträd, som björk och asp.